# RSC Anderlecht w sezonie 2013/2014
RSC Anderlecht w sezonie 2013/2014 – klub ten grał w rozgrywkach klubowych w Belgii i w Europie.
Anderlecht zakończył ten sezon jako pierwszy zespół w Eerste klasse, w Pucharze Belgii odpadł po drugim meczu. Brał udział w Lidze Mistrzów i odpadł w fazie grupowej.

## Skład
| Nr         | Piłkarz              | Data urodzenia |
| ---------- | -------------------- | -------------- |
| Bramkarze  |                      |                |
| 1          | Silvio Proto         | 23-05-1983     |
| 13         | Thomas Kaminski      | 23-10-1992     |
| 26         | Mulopo Kudimbana     | 21-01-1987     |
| 33         | Davy Roef            | 06-02-1994     |
| Obrońcy    |                      |                |
| 2          | Fabrice N’Sakala     | 21-07-1990     |
| 3          | Olivier Deschacht    | 16-02-1981     |
| 14         | Bram Nuytinck        | 04-05-1990     |
| 16         | Cheikhou Kouyaté     | 21-12-1989     |
| 22         | Chancel Mbemba       | 08-08-1994     |
| 30         | Guillaume Gillet     | 09-03-1984     |
| 39         | Anthony Vanden Borre | 24-10-1987     |
| Pomocnicy  |                      |                |
| 6          | Demy de Zeeuw        | 26-05-1983     |
| 8          | Luka Milivojević     | 07-04-1991     |
| 10         | Dennis Praet         | 14-05-1994     |
| 12         | Andy Najar           | 16-03-1993     |
| 17         | Massimo Bruno        | 17-11-1993     |
| 19         | Sacha Kljestan       | 09-09-1985     |
| 31         | Youri Tielemans      | 07-05-1997     |
| 32         | Leander Dendoncker   | 25-04-1995     |
| 70         | Ronald Vargas        | 02-12-1986     |
| Napastnicy |                      |                |
| 9          | Matías Suárez        | 09-05-1988     |
| 11         | David Pollet         | 12-08-1988     |
| 15         | Gohi Bi Zoro Cyriac  | 05-08-1990     |
| 18         | Frank Acheampong     | 16-10-1993     |
| 36         | Oswal Álvarez        | 11-06-1995     |
| 38         | Andy Kawaya          | 23-08-1996     |
| 45         | Aleksandar Mitrović  | 16-09-1994     |

### Sztab szkoleniowy
| Funkcja         | Imię i nazwisko          |
| --------------- | ------------------------ |
| Coach           | John van den Brom (foto) |
| Assistent-coach | Besnik Hasi              |
| Assistent-coach | Geert Emmerechts         |
| Videoanalist    | Bart Meert               |
| Keeperstrainer  | Max de Jong              |
| Team manager    | Gunther Van Handenhoven  |
| Dokter          | Peter Wieme              |

## Superpuchar

### Wyniki
| Superpuchar       |       |              |
| Bramki gospodarzy | Wynik | Bramki gości |
| Finał             |       |              |
| RSC Anderlecht    | 1-0   | KRC Genk     |
| 45+1' Bruno       | 1-0   |              |

## Jupiler Pro League

### Wyniki
| Bramki gospodarzy                                               | Wynik                       | Bramki gości                                |
| --------------------------------------------------------------- | --------------------------- | ------------------------------------------- |
| Heenronde                                                       |                             |                                             |
| RSC Anderlecht                                                  | 2-3                         | KSC Lokeren                                 |
| 56' Bruno 75' Gillet                                            | 0-1 1-1 1-2 1-3 2-3         | 20' Vanaken 64' Vanaken 71' Remacle         |
| Cercle Brugge                                                   | 0-4                         | RSC Anderlecht                              |
|                                                                 | 0-1 0-2 0-3 0-4             | 7' Deschacht 41' Suarez 51' Bruno 57' Bruno |
| RSC Anderlecht                                                  | 4-1                         | AA Gent                                     |
| 31' Kljestan 34' Praet 49' Bruno 79' Acheampong                 | 1-0 2-0 3-0 4-0 4-1         | 90+2' Pedersen                              |
| Waasland-Beveren                                                | 0-3                         | RSC Anderlecht                              |
|                                                                 | 0-1 0-2 0-3                 | 74' Kljestan 82' Acheampong 90+2' Gillet    |
| RSC Anderlecht                                                  | 5-2                         | Sporting Charleroi                          |
| 20' Suarez 31' Suarez 47' Suarez 56' Nuytinck 75' Bruno         | 1-0 1-1 2-1 3-1 3-2 4-2 5-2 | 27' Daf 54' Pollet                          |
| Zulte Waregem                                                   | 4-3                         | RSC Anderlecht                              |
| 33' Hazard 54' Skúlason 74' D'Haene 90+1' Berrier               | 0-1 1-1 2-1 2-2 3-2 3-3 4-3 | 18' Kljestan 59' Suarez 78' De Zeeuw        |
| RSC Anderlecht                                                  | 5-0                         | KV Mechelen                                 |
| 3' Mitrovic 19' Kljestan 39' Mitrovic 42' Suarez 90' Acheampong | 1-0 2-0 3-0 4-0 5-0         |                                             |
| Club Brugge                                                     | 4-0                         | RSC Anderlecht                              |
| 32' Simons 59' Lestienne 76' Lestienne 88' Fatai                | 1-0 2-0 3-0 4-0             |                                             |
| RSC Anderlecht                                                  | 2-0                         | Lierse SK                                   |
| 66' Gillet 85' Praet                                            | 1-0 2-0                     |                                             |
| RSC Anderlecht                                                  | 0-1                         | KV Kortrijk                                 |
|                                                                 | 0-1                         | 45+2' Santini                               |
| RAEC Mons                                                       | 0-2                         | RSC Anderlecht                              |
|                                                                 | 0-1 0-2                     | 30' Mitrovic 45+1' Mbemba                   |
| RSC Anderlecht                                                  | 1-1                         | Standard Liège                              |
| 1' Kljestan                                                     | 1-0 1-1                     | 37' Ezekiel                                 |
| KV Oostende                                                     | 0-3                         | RSC Anderlecht                              |
|                                                                 | 0-1 0-2 0-3                 | 45+2' Mitrovic 72' Mbemba 74' Kljestan      |
| RSC Anderlecht                                                  | 3-1                         | Oud-Heverlee Leuven                         |
| 44' Kljestan 45' Mitrovic 82' Mitrovic                          | 1-0 2-0 2-1 3-1             | 70' Messoudi                                |
| KRC Genk                                                        | 0-1                         | RSC Anderlecht                              |
|                                                                 | 0-1                         | 79' Mbemba                                  |
| Terugronde                                                      |                             |                                             |
| Sporting Charleroi                                              | 2-1                         | RSC Anderlecht                              |
| 49' Pollet 59' Kebano                                           | 1-0 2-0 2-1                 | 74' Gillet                                  |
| RSC Anderlecht                                                  | 2-1                         | Cercle Brugge                               |
| 30' Bruno 86' Mitrovic                                          | 1-0 1-1 2-1                 | 59' Kabananga                               |
| RSC Anderlecht                                                  | 2-0                         | Waasland-Beveren                            |
| 34' Mitrovic 64' Vargas                                         | 1-0 2-0                     |                                             |
| AA Gent                                                         | 1-2                         | RSC Anderlecht                              |
| 25' Kagé                                                        | 1-0 1-1 1-2                 | 60' Bruno 76' Mitrovic                      |
| Standard Liège                                                  | 1-1                         | RSC Anderlecht                              |
| 55' Batshuayi                                                   | 0-1 1-1                     | 19' Praet                                   |
| RSC Anderlecht                                                  | 1-0                         | Zulte Waregem                               |
| 65' Malanda (own)                                               | 1-0                         |                                             |
| KV Mechelen                                                     | 2-1                         | RSC Anderlecht                              |
| 31' De Petter 58' Mokulu                                        | 0-1 1-1 2-1                 | 3' Najar                                    |
| RSC Anderlecht                                                  | 2-0                         | Club Brugge                                 |
| 39' Mitrovic 88' N'Sakala                                       | 1-0 2-0                     |                                             |
| Lierse SK                                                       | 2-0                         | RSC Anderlecht                              |
| 24' Diagne 65' Watt                                             | 1-0 2-0                     |                                             |
| KV Kortrijk                                                     | 2-2                         | RSC Anderlecht                              |
| 57' Coulibaly 70' De Smet                                       | 1-0 2-0 2-1 2-2             | 77' Cyriac 90+3' Pollet                     |
| RSC Anderlecht                                                  | 2-0                         | RAEC Mons                                   |
| 37' Kljestan 49' Vargas                                         | 1-0 2-0                     |                                             |
| KSC Lokeren                                                     | 2-1                         | RSC Anderlecht                              |
| 40' Harbaoui 47' Vanaken                                        | 1-0 2-0 2-1                 | 57' Odoi (own)                              |
| RSC Anderlecht                                                  | 2-0                         | KRC Genk                                    |
| 63' Mitrovic 90+1' Pollet                                       | 1-0 2-0                     |                                             |
| Oud-Heverlee Leuven                                             | 1-0                         | RSC Anderlecht                              |
| 63' Ruytinx                                                     | 1-0                         |                                             |
| RSC Anderlecht                                                  | 4-0                         | KV Oostende                                 |
| 9' Mitrovic 28' Najar 77' Mitrovic 83' Deschacht                | 1-0 2-0 3-0 4-0             |                                             |
| Play-off I                                                      |                             |                                             |
| Standard Liège                                                  | 1-0                         | RSC Anderlecht                              |
| 19' Carcela                                                     | 1-0                         |                                             |
| RSC Anderlecht                                                  | 3-0                         | Club Brugge                                 |
| 22' Tielemans 32' Cyriac 40' Cyriac                             | 1-0 2-0 3-0                 |                                             |
| KSC Lokeren                                                     | 1-2                         | RSC Anderlecht                              |
| 10' Dutra                                                       | 0-1 1-1 1-2                 | 6' Cyriac 66' Mitrovic                      |
| RSC Anderlecht                                                  | 0-0                         | Zulte Waregem                               |
|                                                                 |                             |                                             |
| KRC Genk                                                        | 1-0                         | RSC Anderlecht                              |
| 89' Buffel                                                      | 1-0                         |                                             |
| RSC Anderlecht                                                  | 2-1                         | Standard Liège                              |
| 52' Mbemba 78' Mitrovic                                         | 0-1 1-1 2-1                 | 28' Mbemba (own)                            |
| Club Brugge                                                     | 0-1                         | RSC Anderlecht                              |
|                                                                 | 0-1                         | 86' Meunier (own)                           |
| RSC Anderlecht                                                  | 4-0                         | KRC Genk                                    |
| 16' Bruno 45' Najar 53' Bruno 81' Praet                         | 1-0 2-0 3-0 4-0             |                                             |
| Zulte Waregem                                                   | 1-2                         | RSC Anderlecht                              |
| 71' Nuytinck (own)                                              | 0-1 0-2 1-2                 | 15' Kouyaté 25' Bruno                       |
| RSC Anderlecht                                                  | 3-1                         | KSC Lokeren                                 |
| 19' Mitrovic 59' Mbemba 67' Praet                               | 1-0 1-1 2-1 3-1             | 56' Harbaoui                                |

## Puchar Belgii

### Wyniki
| Bramki gospodarzy                                                                  | Wynik                       | Bramki gości         |
| ---------------------------------------------------------------------------------- | --------------------------- | -------------------- |
| 1/16 finału                                                                        |                             |                      |
| RSC Anderlecht                                                                     | 7-0                         | KAS Eupen (II)       |
| 6' Bruno 23' De Zeeuw 35' Acheampong 42' Suarez 50' Tielemans 52' Bruno 74' Cyriac | 1-0 2-0 3-0 4-0 5-0 6-0 7-0 |                      |
| 1/8 finału                                                                         |                             |                      |
| KVC Westerlo (II)                                                                  | 2-2 (4-3)                   | RSC Anderlecht       |
| 7' MacDonald 101' Trossard                                                         | 1-0 1-1 2-1 2-2             | 48' Bruno 107' Bruno |

## Puchary Europejskie

### Wyniki
| Liga mistrzów                           |                     |                                                                            |
| Thuisploeg                              | Uitslag             | Uitploeg                                                                   |
| Faza grupowa                            |                     |                                                                            |
| SL Benfica                              | 2-0                 | RSC Anderlecht                                                             |
| 4' Đuričić 30' Luisão                   | 1-0 2-0             |                                                                            |
| RSC Anderlecht                          | 0-3                 | Olympiakos                                                                 |
|                                         | 0-1 0-2 0-3         | 17' Mitroglou 56' Mitroglou 72' Mitroglou                                  |
| RSC Anderlecht                          | 0-5                 | Paris Saint-Germain                                                        |
|                                         | 0-1 0-2 0-3 0-4 0-5 | 17' Ibrahimović 22' Ibrahimović 36' Ibrahimović 52' Cavani 62' Ibrahimovic |
| Paris Saint-Germain                     | 1-1                 | RSC Anderlecht                                                             |
| 70' Ibrahimovic                         | 0-1 1-1             | 68' De Zeeuw                                                               |
| RSC Anderlecht                          | 2-3                 | SL Benfica                                                                 |
| 18' Mbemba 77' Bruno                    | 1-0 1-1 1-2 2-2 2-3 | 34' Matic 52' Mbemba (own) 90' Rodrigo                                     |
| SL Benfica                              | 3-1                 | RSC Anderlecht                                                             |
| 33' Saviola 58' Saviola 90+5' Domínguez | 1-0 1-1 2-1 3-1     | 39' Kljestan                                                               |